# Liste der Orte im Kreis Arad

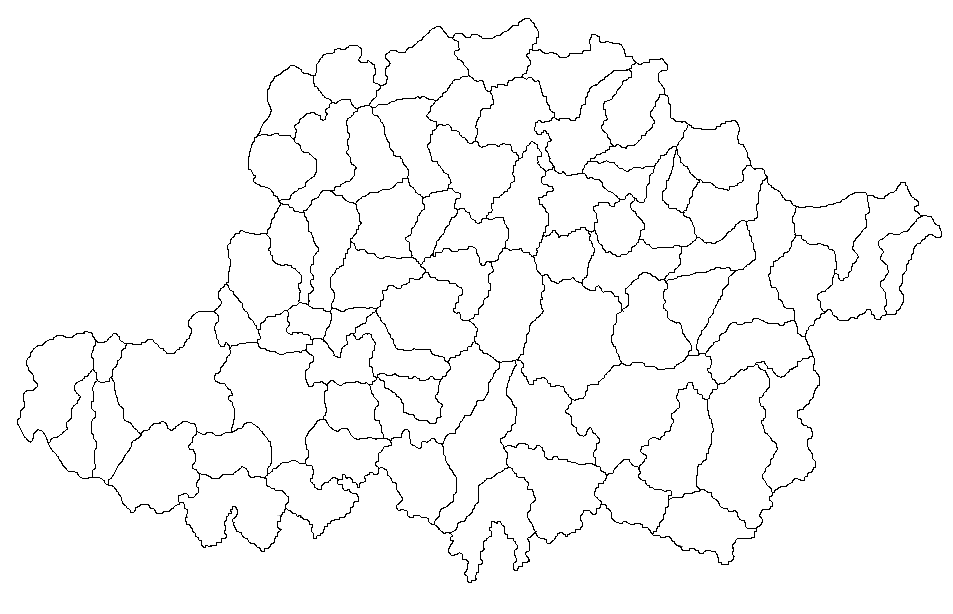
Gemeinden des Kreises Arad

Der Kreis Arad in Rumänien besteht aus offiziell 283 Ortschaften. Davon haben 10 den Status einer Stadt, 68 den einer Gemeinde. Die übrigen sind administrativ den Städten und Gemeinden zugeordnet.

## Städte
| - Arad - Chișineu-Criș - Curtici - Ineu - Lipova | - Nădlac - Pâncota - Pecica - Sântana - Sebiș |  |

## Gemeinden
| - Almaș - Apateu - Archiș - Bârsa - Bârzava - Bata - Beliu - Birchiș - Bocsig - Brazii - Buteni - Cărand - Cermei - Chisindia - Conop - Covăsânț - Craiva - Dezna - Dieci - Dorobanți - Fântânele - Felnac - Frumușeni | - Ghioroc - Grăniceri - Gurahonț - Hălmăgel - Hălmagiu - Hășmaș - Ignești - Iratoșu - Livada - Macea - Mișca - Moneasa - Olari - Păuliș - Peregu Mare - Petriș - Pilu - Pleșcuța - Șagu - Săvârșin - Secusigiu - Șeitin - Seleuș | - Semlac - Șepreuș - Șicula - Șilindia - Șimand - Sintea Mare - Șiria - Șiștarovăț - Socodor - Șofronea - Târnova - Tauț - Ususău - Vărădia de Mureș - Vârfurile - Vinga - Vladimirescu - Zăbrani - Zădăreni - Zărand - Zerind - Zimandu Nou |

## A
| - Aciuța - Adea - Agrișu Mare - Agrișu Mic | - Aldești - Almaș (Petriș) - Aluniș - Andrei Șaguna | - Arăneag - Avram Iancu (Cermei) - Avram Iancu (Vârfurile) |

## B
| - Bacău de Mijloc - Baia - Bănești - Barațca - Bârzești - Bătuța - Belotinț - Benești | - Berechiu - Berindia - Bochia - Bodești - Bodrogu Nou - Bodrogu Vechi - Bonțești | - Botfei - Brusturi - Bruznic - Buceava-Șoimuș - Budești - Buhani - Bulci |

## C
| - Călugăreni - Camna - Căpălnaș - Caporal Alexa - Căprioara - Căpruța - Chelmac - Chereluș - Chesinț - Chier | - Chișlaca - Cicir - Cil - Cintei - Ciuntești - Cladova - Clit - Cociuba - Comănești | - Corbești - Coroi - Cristești - Crocna - Cruceni - Cuiaș - Cuied - Cuveșdia - Cuvin |

## D
| - Donceni - Dorgoș - Drauț | - Dud - Dulcele | - Dumbrava - Dumbrăvița |

## F
| - Feniș | - Firiteaz | - Fiscut |

## G
| - Galșa - Groșeni | - Groși - Groșii Noi | - Gura Văii - Gurba |

## H
| - Hălăliș - Hodiș | - Honțișor - Horia | - Hunedoara Timișană |

## I
| - Iacobini - Iercoșeni - Iermata | - Iermata Neagră - Ilteu | - Ionești - Iosaș |

## J
| - Joia Mare | - Julița |

## L
| - Labașinț - Lalașinț - Laz | - Lazuri - Leasa - Leștioara | - Luguzău - Luncșoara - Lupești |

## M
| - Măderat - Mădrigești - Măgulicea - Mailat - Mănăștur - Mândruloc - Mânerău | - Mărăuș - Mâsca - Mermești - Milova - Minead - Miniș - Minișel | - Minișu de Sus - Mocrea - Monoroștia - Moroda - Moțiori - Munar - Mustești |

## N
| - Nădab - Nădălbești - Nadăș | - Neagra - Nermiș | - Neudorf - Nicolae Bălcescu |

## O
| - Obârșia | - Odvoș | - Ostrov |

## P
| - Păiușeni - Pârnești - Pătârș | - Păulian - Peregu Mic - Pescari | - Poiana - Poienari - Prunișor |

## R
| - Rădești - Radna - Rănușa | - Răpsig - Revetiș - Rogoz de Beliu | - Roșia - Roșia Nouă - Rostoci |

## S
| - Sălăjeni - Sâmbăteni - Sânleani - Sânmartin - Sânpaul - Sânpetru German - Sârbi - Satu Mare - Satu Mic | - Satu Nou - Secaci - Secaș - Sederhat - Seliște - Seliștea - Șiad - Șiclău - Sintea Mică | - Slatina de Criș - Slatina de Mureș - Șoimoș - Șomoșcheș - Stejar - Stoinești - Susag - Susani |

## T
| - Tăgădău - Tălagiu - Tălmaci - Țărmure - Târnăvița | - Țela - Temeșești - Țipar - Tisa - Tisa Nouă | - Toc - Țohești - Troaș - Turnu |

## U
| - Urvișu de Beliu |

## V
| - Valea Mare (Gurahonț) - Valea Mare (Săvârșin) - Vânători - Variașu Mare | - Variașu Mic - Vărșand - Varnița - Vasile Goldiș | - Văsoaia - Vidra - Virișmort - Voivodeni |

## Z
| - Zăbalț - Zerindu Mic | - Zimandcuz | - Zimbru |